# ابتزاز عاطفي
الابتزاز العاطفي هو أحد أشكال التلاعب النفسي - ويحدث خلاله استخدام مجموعة من التهديدات وأنواع مختلفة من العقاب يوقعها شخص ما على آخر قريب منه في محاولة للسيطرة على سلوكه". "يتضمن الابتزاز العاطفي عادة.. شخصين تجمع بينهما علاقة شخصية قوية، أو علاقة حميمية (الأم والابنة، والزوج والزوجة، والشقيقتين، الأصدقاء المقربين)." وعند التعرض للابتزاز العاطفي "يصبح الشخص رهينة عاطفية للآخر". فالأمر يحدث كما أوضحه جين باودريلارد بقوله: "إذا لم تقدم لي كذا، فأنت المسؤول عن انهيار عصبي".

## نظرة عامة
وفقًا لما ذكرته الطبيبة النفسية سوزان فوروارد، التي ساهمت بالكثير في دراسة هذا التعبير، فإن «الابتزاز العاطفي» هو أحد أشكال التلاعب القوية يقوم خلالها المبتز الذي تربطه صلة قوية بالضحية بتهديده، بطرق مباشرة أو غير مباشرة، بالعقاب إذا لم يحصل على ما يرغب. حيث يكون على علم بنقاط ضعف ضحاياه وأدق أسرارهم. «فالأشخاص الذين يلجأون للابتزاز العاطفي هم من الأصدقاء، والزملاء وأفراد العائلة الذين تربطنا بهم علاقات قوية ونرغب نحن في تعزيزها وإنقاذها» - مثل الآباء، أو الشركاء، أو الرؤساء أو الأزواج. فمهما بلغ مقدار اهتمام المبتز بضحيته، فإنه يستفيد من معرفته القوية به للفوز بإذعانه له.
ومع علمه أن الضحية يرغب في الحب، أو الدعم، أو تأكيد الهوية، قد يهدد المبتز بالتوقف عن قيامه بذلك أو سلبه إياها، أو قد يجعله يشعر بأن عليه أن يثبت استحقاقه لها: "كما تشير قوة الابتزاز العاطفي، يتأثر المفهوم الذاتي حتمًا... بردة فعل الطرف الآخر"، وأيضًا التقدير الذاتي. وإذا صدق الضحية المبتز، فإنه قد يسقط في نمط يجعل المبتز يتحكم في قرارته وسلوكه ويصبح أسيرًا للضباب النفسي".
يستخدم المبتز العاطفي الخوف، والالتزام والشعور بالذنب في علاقاته، متأكدًا من أن الضحية تشعر بالخوف من إغضابه، والالتزام تجاهه بتوفير كل ما يلزمه، والشعور بالذنب إن لم يفعل: ابتكر فوروارد وفريزر الاختصار (FOG) ويعني «ضبابًا» ويشير إلى الخوف (Fear) والالتزام (Obligation) والشعور بالذنب (Guilt) والذي دائمًا ما ينتج عن التعرض للابتزاز العاطفي في علاقة بشخص يعاني من اضطراب الشخصية.

## الأنواع
حدد فوروارد وفرايزر أربعة أنواع من الابتزاز يتميز كل منه بأسلوب تلاعب عقلي خاص:
1. العقاب - شعاره «أنا وليكن من بعدي الطوفان». وبصرف النظر عما تشعر به أو تحتاجه، يتجاهله المعاقب.
2. العقاب الذاتي - «يلعب الذين يقومون بالعقاب الذاتي دور» الناضج«- البالغ الوحيد في العلاقة... فيفترض بأن عليه أن يسرع عندما يكونون في حاجته»
3. المعاناة - يتخذ المعانون موقفًا «إذا لم تفعل ما أريده منك فسوف أعاني، وأنت من يتحمل مسؤولية ذلك» (انظر لعب دور الضحية)
4. التعذيب - المعذبون هم أكثر المبتزين مكرًا، فهم لا يقدمون شيئًا عن طيب خاطر.

## اضطراب الشخصية الحدية
وفقًا لما ذكرته هاريت بريكر، فإن الأشخاص الذين يعانون من اضطراب الشخصية الحدية أكثر ميلًا لاستخدام الابتزاز العاطفي. وبطريقة مماثلة، «يظهر أن الشخص النرجسي ذو الميول الهدامة يشعر بأن لديه الحق في استغلال الآخرين... وأنه سوف يلجأ للابتزاز العاطفي... و/أو يعزز الشعور بالذنب لدى الآخرين.»
ومع ذلك، يذكر البعض أنه على الرغم من أن تعبير «الابتزاز العاطفي» «ينطوي على نوع من النوايا الملتوية... فإن الأشخاص الذين يعانون من اضطراب الشخصية الحدية ويلجأون إلى الابتزاز العاطفي عادة ما يفعلون ذلك بدافع الخوف، والوحدة، والاكتئاب، واليأس.»

## داء الاستهلاك، الأطفال والابتزاز العاطفي
ربط أوليفر جيمس داء الاستهلاك - حالة من عدم الأمان تنتج عن الدخول في تنافس مع الجيران - بنمط من التدريب في مرحلة الطفولة حيث كانوا «عرضة لشكل من أشكال الابتزاز العاطفي وهم صغار. أصبح حب أمهاتهم مشروطًا على إظهار السلوك الذي يحقق أهداف والديهم.»
وعلى نطاق أوسع، «في الرابط الأسري... يتوقع من كل شخص أن يتم التحكم به، وأن يتحكم في الآخرين، عن طريق التأثير المتبادل الذي يمتلكه كل واحد على الآخر... ثم اللجوء إلى إجبار الآخرين (بالتعاطف، والابتزاز، الامتنان، الشعور بالذنب، والعرفان أو العنف المجرد)» (رونالد لينق). والنشأة في عائلة مثل هذه سوف يخلق «وعيًا وحساسية تجاه المعنى الضمني»:
أصبحت خبيرًا في الابتزاز العاطفي عندما كنت في الخامسة" —دوريس ليسينغ
وعلى العكس من ذلك، فعلى الرغم من أن الأطفال لا يتم تقديمهم إلا كضحايا، «فإنهم يستخدمون تكتيكات للمقاومة تتراوح بين - الخداع، والتجاهل المتعمد، والابتزاز العاطفي - حيث يحققون قدرًا من السيطرة على حياتهم، وكتابة قصص نضجهم بأنفسهم».

## المقاومة
تؤكد سوزان فوروارد أن «احترام نزاهة الفرد وحمايتها ليست بالأمر السهل. يخرس المبتزون ضميرنا الداخلي...ويتواصلون مع الأجزاء العارفة فينا.» ثم تواصل فوروارد لتحديد عدة أساليب لمقاومة الابتزاز العاطفي، من بينها تقوية الحدود الشخصية، مقاومة المتطلبات، ووضع رسالة الحياة، (كأن تكرر في سرك «I يمكنني تحمل الأمر»)، وتوفير الوقت لكسر الأنماط القديمة. ففي إحدى الحالات، يقول الرجل أنه في مواجهة الابتزاز العاطفي، «لم يخفق قط في الشعور بذرة من الذنب في مثل هذه الأوقات، على الرغم من أنني عرفت أن هذا الشعور بالذنب لم يكن مبررًا وكان يصب في مصلحتها.» ولكنه مع ذلك كان قادرًا على تجاهل الأمر، بإدراك أنه كان «يبالغ في تعويضه...فهو يشبه عندما كنت طفلًا تمر بنوبة غضب لتحصل على الاهتمام.»
ثم، ماذا يحدث إذا كان الشخص الآخر لا ينصاع لهذا التلاعب، ولكنه لا يزال يتعامل بلطف و ود... يتضاعف التلاعب من جانبك باطراد... وسوف تثار المشكلات، والضغوط العاطفية، وربما يصل الأمر إلى الانفصال". وبالتالي "عندما يغير الشخص إشاراته بالانسحاب من نظام الأسرة، " فقد يجد آخرون "يسيئون إلى الضحية ويصفونه بالجنون، أو عدم مسامحته، أو بأنه هادم للأسرة."

## النقد
انتقد دانيال ميلر إساءة استخدام الابتزاز العاطفي في علم النفس العام كوسيلة للدفاع ضد أي شكل من أشكال الشعور بالأخوة: «الحديث الإنجليزي عن الابتزاز العاطفي، فقد أصبحت فكرة أنك يجب أن تراعي شعور الآخرين، تهديدًا للحرية الشخصية. ولذلك، أصبح الكرم، والطيبة، ومراعاة شعور الآخرين لعنات للابتزاز العاطفي».

## أمثلة من الأدب
الجميلة والوحش (Beauty and the Beast) وصفت أنجيلا كارتر هذه القصة بأنها "دعاية للابتزاز الأخلاقي"... ففي نهاية القصة يقوم الوحش بفعل صريح من أفعال الابتزاز العاطفي: "أنا أموت يا جميلة، منذ أن تركتني". Conditioned emotional susceptibility condemns Beauty to continuing impairment and possession by the male."
وفي رواية ذا بيكنورز (The Beckoners)، عندما حاولت البطلة زو حث والدتها على الاستماع إلى مشكلتها، أحبطتها قائلة "هذا ابتزاز عاطفي يا زو." أها، شريط آخر من شرائطها. سلسلة بدأت في الاستماع إليها منذ انتقالهم"(في الابتزاز العاطفي - ما هو، وهل تقوم به؟ الابتزاز العاطفي في العمل - النمر الخفي. الوالدية والابتزاز العاطفي - كيف تصبح والدًا فعالًا دون أن تبتز أبناءك عاطفيًا.